# Natação no Campeonato Europeu de Esportes Aquáticos de 2012 - 4x100 m livre masculino
A prova do revezamento 4x100 metros livre masculino da natação no Campeonato Europeu de Esportes Aquáticos de 2012 ocorreu no dia 21 de maio em Debrecen na Hungria. 

## Calendário
| Fase          | Data       | Hora  |
| ------------- | ---------- | ----- |
| Eliminatórias | 21 de maio | 11:48 |
| Final         | 21 de maio | 18:18 |

Todos os horários estão no horário local (UTC+1)

## Recordes
Antes desta competição, os recordes eram os seguintes:
| Recorde mundial       | Estados Unidos | 3:08.24 | Pequim    | 11 de agosto de 2008 |
| Recorde europeu       | França         | 3:08.32 | Pequim    | 11 de agosto de 2008 |
| Recorde do campeonato | Rússia         | 3:12.46 | Budapeste | 9 de agosto de 2010  |

## Medalhistas
| Ouro                                                                           | Prata                                                                   | Bronze                                                                               |
| França · Amaury Leveaux · Alain Bernard · Frédérick Bousquet · Jérémy Stravius | Itália · Andrea Rolla · Marco Orsi · Michele Santucci · Filippo Magnini | Rússia · Vitaly Syrnikov · Oleg Tikhobaev · Nikita Konovalov · Viacheslav Andrusenko |

## Resultados

### Eliminatórias
Esses foram os resultados das eliminatórias. 
| Pos. | Bateria | Raia | Nadadores                                                             | Nacionalidade | Tempo   | Notas            |
| ---- | ------- | ---- | --------------------------------------------------------------------- | ------------- | ------- | ---------------- |
| 1    | 2       | 5    | Dieter Dekoninck Pieter Timmers Emmanuel Vanluchene Yoris Grandjean   | Bélgica       | 3:16.14 | Q,               |
| 2    | 2       | 3    | Markus Deibler Steffen Deibler Dimitri Colupaev Marco di Carli        | Alemanha      | 3:16.82 | Q                |
| 3    | 2       | 2    | Alain Bernard Medhy Metella Lorys Bourelly Jérémy Stravius            | França        | 3:16.90 | Q                |
| 4    | 1       | 5    | Gianluca Maglia Luca Leonardi Andrea Rolla Michele Santucci           | Itália        | 3:18.10 | Q                |
| 5    | 1       | 4    | Vitaly Syrnikov Oleg Tikhobaev Viacheslav Andrusenko Nikita Konovalov | Rússia        | 3:18.20 | Q                |
| 6    | 1       | 6    | Dominik Kozma László Cseh Péter Bernek Krisztián Takács               | Hungria       | 3:18.40 | Q                |
| 7    | 1       | 2    | Stefan Nystrand Lars Frölander Petter Stymne Mattias Carlsson         | Suécia        | 3:18.95 | Q                |
| 8    | 2       | 6    | Flori Lang Dominik Meichtry Daniel Rast Aurelien Künzi                | Suíça         | 3:20.23 | Q                |
| 9    | 2       | 4    | Radovan Siljevski Boris Stojanović Velimir Stjepanović Ivan Lenđer    | Sérvia        | 3:21.93 | Recorde nacional |
| 10   | 1       | 3    | Gard Kvale Lavrans Solli Sverre Naess Ole Martin Ree                  | Noruega       | 3:25.50 | Recorde nacional |

### Final
Esse foi o resultado da final. 
| Pos.              | Raia | Nadadores                                                             | Nacionalidade | Tempo   | Notas            |
| ----------------- | ---- | --------------------------------------------------------------------- | ------------- | ------- | ---------------- |
| Medalha de ouro   | 3    | Amaury Leveaux Alain Bernard Frédérick Bousquet Jérémy Stravius       | França        | 3:13.55 |                  |
| Medalha de prata  | 6    | Andrea Rolla Marco Orsi Michele Santucci Filippo Magnini              | Itália        | 3:14.71 |                  |
| Medalha de bronze | 2    | Vitaly Syrnikov Oleg Tikhobaev Nikita Konovalov Viacheslav Andrusenko | Rússia        | 3:15.13 |                  |
| 4                 | 4    | Emmanuel Vanluchene Jasper Aerents Dieter Dekoninck Pieter Timmers    | Bélgica       | 3:15.34 | Recorde nacional |
| 5                 | 1    | Stefan Nystrand Petter Stymne Lars Frölander Mattias Carlsson         | Suécia        | 3:17.12 |                  |
| 6                 | 7    | Dominik Kozma László Cseh Péter Bernek Krisztián Takács               | Hungria       | 3:17.23 | Recorde nacional |
| 7                 | 5    | Christoph Fildebrandt Markus Deibler Dimitri Colupaev Marco di Carli  | Alemanha      | 3:17.55 |                  |
| 8                 | 8    | Dominik Meichtry Flori Lang Daniel Rast Aurelien Künzi                | Suíça         | 3:20.00 |                  |

Legenda
| Recorde mundial       | Recorde mundial (World record)               |                       | Recorde africano                      | Recorde africano (African) |                                           | Q | Classificado por posição (Qualified) |
| Recorde do campeonato | Recorde do campeonato (Championship record)  | Recorde da América    | Recorde da América (Americas)         | q                          | Classificado por melhor tempo (Qualified) |   |                                      |
| Melhor marca do ano   | Melhor marca do ano (World leading)          | Recorde asiático      | Recorde asiático (Asian)              | DNS                        | Não largou (Did not start)                |   |                                      |
| Recorde nacional      | Recorde nacional (National record)           | Recorde europeu       | Recorde europeu (European)            | DNF                        | Não terminou (Did not finish)             |   |                                      |
| Recorde pessoal       | Recorde pessoal do atleta (Personal best)    | Recorde da Oceania    | Recorde da Oceania (Oceania)          | DSQ / DQ                   | Desclassificado (Disqualified)            |   |                                      |
| Recorde da temporada  | Recorde da temporada do atleta (Season best) | Recorde sul-americano | Recorde sul-americano (South America) | NM                         | Sem marca (No mark)                       |   |                                      |